# Von Fisenne

Nederlands familiewapen Von Fisenne (1866)

Von Fisenne (in België: de Fisenne) is een van oorsprong Belgische adellijke familie waarvan een lid op 13 september 1866 binnen de Nederlandse adel werd ingelijfd; in 2001 volgde opnieuw erkenning in de Belgische adel.

## Geschiedenis

### Oude adelsdiploma's
De stamreeks begint met Paul Fisen alias de Gouvy, geboren omstreeks 1480 die in 1510 te Luik trouwde. Voor een afstammeling van hem, Antoine Georg de Fisen (1645-1719), heer van Fisenne werd in 1701 erkenning en bevestiging in des H.R.Rijksadelstand verkregen. Zijn achterkleinzoon Pierre Georg von Fisenne (1771-1855) verkreeg in 1827 erkenning in de Pruisische adel.

### Wapen
Het wapen van de familie bestaat uit een groen, met zilver en goud omboord, kruis in een zilveren hartschild met zwarte leeuw. Deze leeuw is rood getongd en goud gekroond.

### Nederlandse tak
De kleinzoon van Pierre Georg (1771-1855), Pieter Maria George (1837-1914), werd in 1866 ingelijfd in de Nederlandse adel, waardoor de leden van deze tak het predicaat jonkheer of jonkvrouw verkregen. In 1994 stierf de Nederlandse tak in mannelijke lijn uit.

### Belgische tak
In 2001 werden Eugène de Fisenne (1953) en diens broer Philippe (1955) met hun nakomelingen erkend te behoren tot de Belgische adel op grond van de oude diploma's.

## Enkele telgen

### Nederlandse tak
jhr. Pieter Maria George von Fisenne (1837-1914), wethouder van Rijswijk, waterschapsbestuurder, lid provinciale staten van Zuid-Holland, lid van de Eerste Kamer der Staten-Generaal namens de Roomsch-Katholieke Staatspartij
- jhr. mr. Louis Eugène Marie von Fisenne (1874-1939), lid Gedeputeerde Staten van Zuid-Holland
  - jhr. mr. Louis Maria Emile von Fisenne (1911-1990), burgemeester van Hengelo en Warmond
  - jkvr. Maria Mathilde Francisca von Fisenne (1912-1998); trouwde in 1936 met mr. Karel Thomas Maria van Rijckevorsel (1913-1999), lid van de Tweede Kamer der Staten-Generaal
    - drs. Laetitia Maria Louise van Rijckevorsel (1937), publiciste

  - jhr. mr. Frans von Fisenne (1914-1944), waarnemend griffier bij het Haagse kantongerecht en omgekomen in Buchenwald en aan wie zijn tantezegster een publicatie wijdde[1]

#### Den Burch
Door het huwelijk in 1868 van Elisa van der Kun (1848-1922) met Pieter von Fisenne (1837-1914) kwam de Rijswijkse buitenplaats Den Burch in handen van de familie Von Fisenne.

### Belgische tak
Louis Jean Marie Célestin de Fisenne
- jhr. Eugène de Fisenne (1953), in 2001 erkend te behoren tot de Belgische adel
- jhr. Philippe de Fisenne (1955), in 2001 erkend te behoren tot de Belgische adel